# Esperanza I
Esperanza I es una pintura al óleo creada por Gustav Klimt en 1903. Sus dimensiones son 189 cm x 67 cm y actualmente se encuentra en la Galería Nacional de Canadá, Ottawa. El tema principal de la obra es una mujer embarazada de perfil, desnuda. Mantiene las manos juntas entre el estómago y el pecho. Mira directamente al espectador y tiene una abultada masa de cabello rubio semirrecogido y adornado con una corona de nomeolvides. La escena parece hermosa a primera vista pero una vez los ojos del espectador observan el fondo, repara en unas tétricas figuras y el esqueleto personificación de la Muerte detrás.

## Historia
Hasta aquel momento, en el arte occidental las figuras embarazadas habían sido escasas. Klimt fue de los primeros en presentar una figura en ese estado, y el primero en mostrar un desnudo en avanzado estado de embarazo sin tapujos ni el menor ocultamiento, obligando al espectador a enfrentar un fuerte tabú. Klimt no mostró este trabajo al público en Viena hasta la Segunda Kunstschau en 1909. Los temas en  la obra son contradictorios, como nacimiento y muerte. Las figuras oscuras del fondo se arremolinan en torno a la mujer desnuda mezclando vida, muerte y renacimiento.
Además de las figuras tétricas del fondo, también hay un monstruo marino a la izquierda. En su masa oscura el espectador puede notar los ojos redondos, los dientes del monstruo y una garra cerca del vientre grávido de la mujer. El monstruo tiene una larga cola que pasa alrededor de los pies de la mujer como intentando capturarla y continúa fuera del marco. Además, entre las tres figuras tétricas del fondo se encuentra un esqueleto, cuyo cráneo está directamente detrás de la cabeza de la mujer y se cubre con una larga túnica fluida azul adornada de puntos y triángulos. El esqueleto justo tras la joven es la personificación de la Muerte mientras las otras tres figuras simbolizan la Enfermedad de rostro consumido, la Vejez de rostro arrugado y grave, y la Locura de cara pálida y mirada fija.
El esqueleto detrás de la mujer podría ser una referencia a la tradición histórica del memento mori, el cual sirve como recordatorio de que la muerte es inevitable, de que se puede florecer y prosperar en la vida (como la mujer desnuda) pero la posibilidad de la muerte continua.

### Modelo
La modelo para la obra fue Herma, una de las modelos favoritas del pintor. Klimt dijo sobre Herma que "tenía el trasero más bonito y más inteligente que las caras de muchas otras modelos." Esperanza I fue creado inesperadamente; un día que se suponía que Herma posaría para Klimt y no apareció. El artista se preocupó y finalmente envió a alguien para ver si estaba enferma. La respuesta que Klimt recibió fue que Herma no estaba enferma, si no embarazada. Klimt exigió que regresara a trabajar, independientemente de su estado y al verla se le ocurrió la idea para Esperanza I. Se cree que Klimt mantuvo relaciones sexuales con casi todas sus modelos. Sin embargo, se desconoce si el fruto concebido por Herma era suyo.

## Vida personal
En 1902, un año antes de crear la obra, Klimt tuvo un hijo, Otto Zimmermann, que murió todavía bebé. El boceto original de Esperanza I mostraba una mujer embarazada con un hombre al lado consolándola. Se cree que quizás la muerte de la criatura llevó a Klimt a cambiar la composición por un memento mori. El hombre del boceto original fue sustituido por el esqueleto de túnica azul en la pintura final. Apenas hay documentación sobre la vida personal de Klimt, pero se sabe mucho más sobre su carrera artística. Gustav Klimt nació en Austria en 1862 y a los catorce años recibió una subvención para estudiar en el Kunstgewerbeschule (La Escuela de Arte de Viena). En 1897 Klimt y sus amigos dejaron la Sociedad Cooperativa de Artistas austriacos y desarrollaron un nuevo movimiento artístico denominado Secesión. Se convirtió en el líder de este movimiento en Austria.
Klimt es reconocido como un artista que rompió con la tradición en cuanto a la descripción de las figuras desnudas. Las figuras femeninas desnudas eran un recurso común en el arte occidental, pero estas mujeres normalmente aparecían como alegorías o en escenas amplias mitológicas, y si no estaban de espaldas se empleaban paños y telas más o menos finos para semicubrir sus cuerpos o al menos los genitales.  Klimt no dudó en mostrar mujeres completamente desnudas sin el menor paño u objeto interpuesto para cubrir la zona más comprometida. Además, rompió otro gran tabú al no obviar tampoco el vello púbico. El vello corporal, y especialmente el púbico, no eran bien considerados, por lo que Klimt mostró una nueva manera más realista de percibir a la mujer desnuda en el arte con Esperanza I.

## Controversias
Este novedoso estilo de Klimt que incluía mujeres desnudas, esbeltas y seductoras creó gran controversia entre Klimt y los austríacos. Las pinturas de Klimt eran vistas como pornográficas y escandalosas y sus creencias conservadoras chocaban frontalmente con lo que Klimt intentaba crear con su obra de arte. Normalmente las mujeres pintadas por Klimt aparecían bellas, conscientes de su poder de seducción y no subordinadas a figuras masculinas. Esta "mujer nueva" fue una conmoción para las personas de la Austria contemporánea pero también una de las razones por las que Gustav Klimt se convirtió en un artista muy conocido y exitoso, con un gran impacto en el mundo del arte.
Klimt pensaba exhibir Esperanza I en noviembre de 1903 en la Exposición de la Secesión de Viena. Retiró la pintura por consejo del Ministro de Cultura y Educación. En 1905, Klimt escribió, "en la exposición Klimt de hace dos años la pintura no pudo ser mostrada; poderes superiores lo impidieron". Luego durante su entrevista con Berta Zuckerkandl, en abril de 1905, declaró "Desde la desafortunada Comisión Estatal, todo el mundo en Viena tiene el hábito de culpar al ministro von Hartel por todos mis otros trabajos, y al final el Ministro de Educación tiene que haber imaginado que realmente lleva la responsabilidad plena. La gente parece creer que se me impidió mostrar cierta pintura en mi retrospectiva porque podría impactar a la gente. La retiré porque no quería causar vergüenza a la Secesión, pero yo mismo habría defendido mi trabajo."
La pintura fue finalmente exhibida en la segunda exposición del Deutscher Künstlerbund en 1905 en Berlín.